# Didymaotus
Didymaotus là chi thực vật có hoa trong họ Aizoaceae.